# Casa Doria
La Casa Doria o Palau Machin és un edifici situat al carrer Príncep Umberto de l'Alguer que està catalogat entre els Béns Culturals per la Regió Autònoma de Sardenya.

## Descripció
Estret i alt, l'edifici està construït amb blocs de pedra arenisca i corona l'edifici una cornisa. La façana està decorada amb un dels exemples més frescos de l'escultura gòtica catalana, amb elements del renaixement italià, d'acord amb el gust eclèctic del client. A la porta d'entrada hi ha pilastres que suporten un arquitrau amb dos lleons i una garlanda, amb l'escut d'armes de Tibau, que no era noble, al centre. Les finestres estan inspirades exclusivament pel gòtic català, emmarcades per columnes i arquitrau i decorades per mènsules i dintells perforats amb diversos motius decoratius.

## Història
És un edifici construït a mitjan segle xvi per artesans que s'inclou a l'estil gòtic català. Apareix entre els béns de propietat del ric comerciant català Pere Tibau l'any 1575. L'edifici ha estat modificat, a l'inici els terres eren de terracota i bigues de fusta, però la família Machin el va renovar a principis del segle xvii amb un nou disseny i canviant les bigues de fusta per maons. L'edifici va patir els bombardejos de la Segona Guerra Mundial, motiu pel qual la façana és l'única part original conservada.